# Richard Allen (hockeyer)
Richard Allen (Nagpur, 4 juni 1902 - Bangalore, 1969) was een Indiaas hockeydoelman. 
Allen won met de Indiase ploeg de olympische gouden medaille in 1928, 1932 en 1936. in deze drie toernooien hoefde hij slechts drie tegendoelpunten te incasseren.

## Resultaten
- 1928  Olympische Zomerspelen in Amsterdam
- 1932  Olympische Zomerspelen in Los Angeles
- 1936  Olympische Zomerspelen in Berlijn